# Mesquite (Nevada)
Mesquite ist eine Stadt im Clark County im US-Bundesstaat Nevada. Sie liegt im Tal des Virgin River an der Grenze zu Arizona und etwa 120 km nordöstlich von Las Vegas. Im Jahr 2020 hatte Mesquite über 25.000 Einwohner; amtierender Bürgermeister ist Allan Litman. Mesquite ist der Standort mehrerer Casinos und Golfplätze.

## Geschichte
Mesquite wurde im Jahr 1880 von Mormonischen Pionieren gegründet, die den Ort Mesquite Flat nannten. Der Name wurde später zu Mesquite verkürzt. Die Errichtung einer Siedlung gelang erst im dritten Anlauf, nachdem sie zuvor vom Virgin River überflutet worden war.

## Persönlichkeiten
- Stephen Paddock (1953–2017), Massenmörder